# Liste der Bodendenkmäler in Train (Niederbayern)
Auf dieser Seite sind die Bodendenkmäler in der niederbayerischen Gemeinde Train zusammengestellt. Diese Tabelle ist eine Teilliste der Liste der Bodendenkmäler in Bayern. Grundlage ist die Bayerische Denkmalliste, die auf Basis des Bayerischen Denkmalschutzgesetzes vom 1. Oktober 1973 erstmals erstellt wurde und seither durch das Bayerische Landesamt für Denkmalpflege geführt wird. Die folgenden Angaben ersetzen nicht die rechtsverbindliche Auskunft der Denkmalschutzbehörde.

## Bodendenkmäler der Gemeinde Train

### Bodendenkmäler im Ortsteil Mallmersdorf
| Lage                                        | Objekt | Akten-Nr.     | Bild                       |
| ------------------------------------------- | --- | ------------- | -------------------------- |
| Mallmersdorf (Standort)                     | Siedlung vor- und frühgeschichtlicher Zeitstellung. | D-2-7236-0068 |                            |
| Mallmersdorf (Standort)                     | Siedlung vor- und frühgeschichtlicher Zeitstellung. | D-2-7236-0069 |                            |
| Mallmersdorf Untere Dorfstraße 2 (Standort) | Kirche St. Barbara Untertägige frühneuzeitliche Befunde im Bereich der Katholischen Kirche St. Barbara in Mallmersdorf, darunter die Spuren von Vorgängerbauten bzw. älteren Bauphasen. | D-2-7236-0091 | Bodendenkmal D-2-7236-0091 |
| Mallmersdorf (Standort)                     | Verebnete Grabhügel vorgeschichtlicher Zeitstellung. | D-2-7237-0093 |                            |
| Mallmersdorf (Standort)                     | Siedlung vor- und frühgeschichtlicher Zeitstellung. | D-2-7237-0094 |                            |

### Bodendenkmäler im Ortsteil Staudach
| Lage                                              | Objekt | Akten-Nr.     | Bild           |
| ------------------------------------------------- | --- | ------------- | -------------- |
| Staudach Neukirchen, Neukirchen 11 1/2 (Standort) | Untertägige mittelalterliche und frühneuzeitliche Befunde im Bereich der Katholischen Kirche St. Georg in Neukirchen, darunter die Spuren von Vorgängerbauten bzw. älteren Bauphasen. | D-2-7236-0081 | weitere Bilder |

### Bodendenkmäler im Ortsteil Train
| Lage                                     | Objekt | Akten-Nr.     | Bild           |
| ---------------------------------------- | --- | ------------- | -------------- |
| Train Mallmersdorfer Straße 3 (Standort) | Pfarrkircdhe St. Michael Untertägige mittelalterliche und frühneuzeitliche Befunde im Bereich der Katholischen Pfarrkirche St. Michael in Train, darunter die Spuren von Vorgängerbauten bzw. älteren Bauphasen.                            | D-2-7236-0084 | weitere Bilder |
| Train Herrnstraße 8 (Standort)           | Schloss Train Untertägige Befunde im Bereich des frühneuzeitlichen Schlosses mit ehemaligen Gartenanlagen und Wirtschaftsgebäuden sowie der zugehörigen Schlosskapelle „Mariä Heimsuchung“ in Train, zuvor mittelalterliche Niederungsburg. | D-2-7236-0085 | weitere Bilder |
| Train (Standort)                         | Untertägige mittelalterliche und frühneuzeitliche Befunde im Bereich der abgegangenen Vitaliskirche in Train, ehemals vielleicht Burgkapelle.                                                                                               | D-2-7236-0092 |                |
| Train (Standort)                         | Siedlung vor- und frühgeschichtlicher Zeitstellung. | D-2-7237-0095 |                |
| Train (Standort)                         | Siedlung der Münchshöfener Kultur. | D-2-7237-0222 |                |